# Caju e Totonho
Caju e Totonho é uma dupla de humoristas brasileira.
A dupla foi contratada pela Record Minas em setembro de 2010 para um programa próprio de 30 minutos. No programa, a dupla entrevista artistas da Rede Record, conhecem os bastidores dos programas e entrevistam o público.
Os apresentadores também passaram pela TV Alterosa, com o programa "Caju e Totonho em Off", com formato similar, com entrevistas a artistas e bastidores dos programas do SBT.
A partir de julho de 2016, o Programa Caju e Totonho na rádio 98 FM, que, anteriormente, era transmitido às sextas (à tarde) e sábados (pela manhã), passou a ser transmitido de segunda a sexta-feira das 20h às 22h. 
Em 2017 a dupla resolver dar um tempo depois de 15 anos juntos . Atualmente o Caju está de Segunda a Sexta no Graffite das 17:00 as 19:00 e no Sábado no Buteco 98 das 10:00 as 12:00 na Rádio 98 FM e 98 Live canal 198 da Net TV e o Totonho está no programa esportivo Barba Cabelo e Bigode de Segunda a Sexta das 11:00 as 13:00 com os melhores momentos no Sábado das 11:00 as 12:00 na Rádio Super 91.7 FM ,semanalmente também coluna do BCB aos Sábados nos jonais Super , O Tempo,Em mais de 80 emissoras de rádios em Minas Gerais,em varias cidades do país e nas redes sociais youtube,facebook,instagram e twitter do programa com conteúdo exclusivo .